# Île aux Raisins
Île aux Raisins (tidigare känd som Île à Raisin) är en halvö i provinsen Québec i Kanada. Île aux Raisins ligger i södra delen av sjön Lac Gagnon och förbinds med fast land via ett smalt näs.
På 1880-talet anlades en frukt- och vinodling på ön. Därifrån kommer namnet "Île aux Raisins", raisins betyder vindruvor på franska. Vid samma tid dämdes floden Rivière de la Petite Nation så att vattennivån i sjön höjdes och halvön blev en ö. Sedan fördämningen revs under 1940-talet är Île aux Raisins en halvö igen.